# Abbé

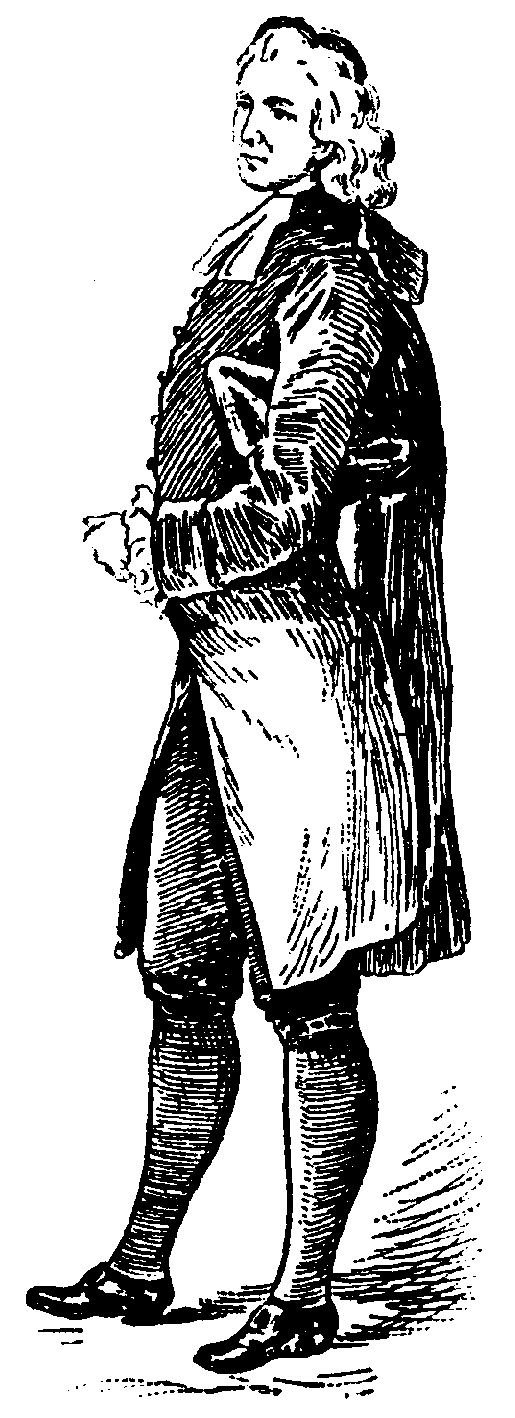
Abbé från 1700-talet.

En abbé är i dagens Frankrike titel för katolska präster som inte tillhör någon religiös orden, en så kallad sekularpräst. Formellt sett sågs dessa klerker som likvärdiga med en chef över ett kloster, en abbot (franska abbé). Historiskt benämndes en fransk katolsk präst abbé ifall de innehade sinekurer. Ofta var en abbé lärare för adelsfamiljers söner.
Benämningen skall ses mot bakgrund av den företeelse som benämns kommendatur. Så kallad kommendatur var en sed som hade uppkommit under senmedeltiden i bland annat Frankrike enligt vilken somliga präster eller klerker ur de högre stånden uppbar inkomster från olika ordenshus utan vistas i dem. I praktiken sköttes emellertid klostret av priorn (abbotens högra hand), under det abboten ägnade sin tid åt lärda studier, undervisning eller societetsliv.